# Francesco Valli
Francesco Valli (Faenza, 2 febbraio 1900 – Urbino, 24 agosto 1978) è stato uno storico e biografo italiano.

## Biografia

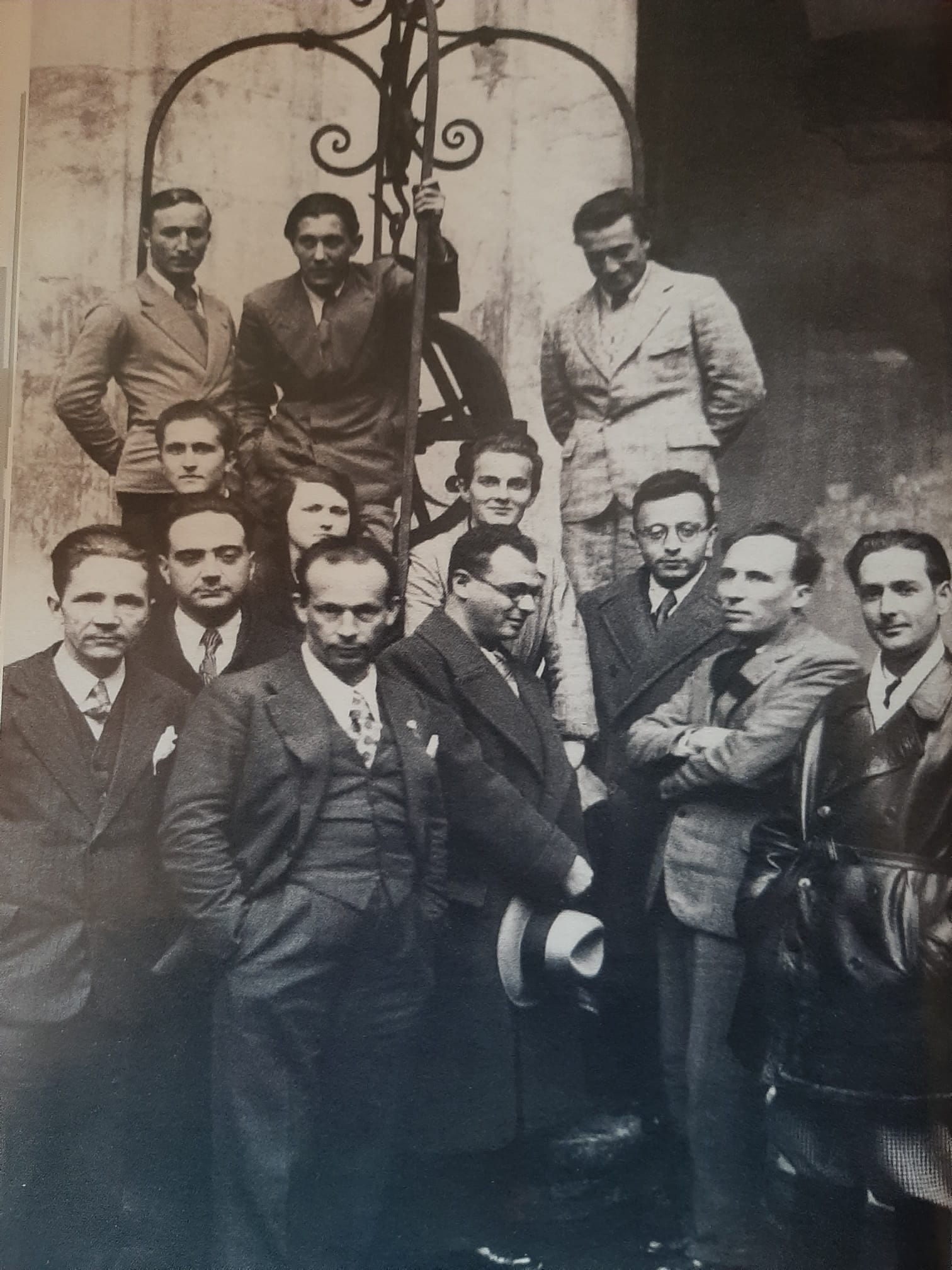
Gruppo di professori dell'istituto di Belle Arti ad Urbino. Francesco Valli (terzo da destra) vicino a Francesco Carnevali (secondo da destra) e Ettore di Giorgio davanti con le mani nelle tasche

Nato a Faenza il 2 febbraio 1900 da Bernardo e Maria Teresa Lanzoni, sorella dell’illustre storico Mons. Francesco Lanzoni. Dopo aver conseguito la licenza liceale nell'anno scolastico 1916-17, studia all'Università di Firenze dove fra gli altri insegnano il filologo Pio Rajna e lo storico Gaetano Salvemini che, qualche anno prima, era stato professore nel Liceo Torricelli di Faenza, scuola in cui Francesco Valli successivamente avrà una cattedra. Si laurea in Belle Lettere presso l'Università di Firenze. Nel 1935 ottiene la libera docenza in agiografia, poi iscritta presso l’Università di Bologna e successivamente presso l’Università di Urbino. In tutti gli anni della gioventù frequenta assiduamente monsignor Francesco Lanzoni fino al 1929, anno della sua scomparsa. Questa collaborazione risulterà fondamentale per il suo futuro di studioso e ricercatore, orientandolo in particolare verso gli studi agiografici e storici. Una collaborazione preziosa che darà al metodo filologico di ricerca di Francesco un ulteriore rigore scientifico, che rafforza quello appreso da Giorgio Pasquali, suo relatore di laurea alla Facoltà di Belle Lettere dell’Università di Firenze. Fra le cure della presidenza e le lezioni universitarie continuò a coltivare gli studi dei Santi, fra i quali sono preminenti quelli relativi a Santa Caterina da Siena, personalità complessa da lui affrontata con un approccio storico e filologico concentrandosi soprattutto sul periodo giovanile della futura patrona d'Italia. Impegno questo che costituisce il centro di trazione dei suoi studi e il risultato di queste sue fatiche ha lasciato un segno nella storiografia Cateriniana nazionale e non solo. Ma nella sua vasta produzione, vi sono anche lavori che approfondiscono temi relativi alla storia della Chiesa e lavori più propriamente agiografici come la monografia su “Un eretico del secolo IV: Gioviniano”, “Il Cantico delle Creature: interpretazione”, “I Saggi sulla letteratura religiosa del Trecento”  e su Jacopo Passavanti. Nel volume “Pascoli e Urbino” l’autore evidenzia la complessa realtà umana e psicologica che caratterizza la vita di Giovanni Pascoli giovane in un momento particolarmente significativo della sua esistenza. Nel volume in particolare viene messo in risalto il microcosmo del collegio urbinate diretto dai padri Scolopi, dove Pascoli era stato condotto, non ancora settenne, con i fratelli Giacomo e Luigi nel 1862, avendo sullo sfondo le bellezze artistiche della città ducale. Il poeta Feliciano Paoli dedica il libro di poesie al suo Professore e mentore Francesco Valli. Morì il 24 agosto il 1978 ad Urbino.

## Insegnamenti
È stato incaricato del Corso critico sulle fonti Cateriniane presso l’Università di Siena dall’anno accademico 1927-28 al 1942-43. Incaricato per la Storia dell’arte nella Facoltà di Magistero dell'Università di Urbino negli anni 1939-40, 40-41,41-42. Incaricato di Letteratura Italiana nella Facoltà di Magistero dell'Università di Urbino dall’anno 1942-43 ininterrottamente fino alla pensione, insegnamento che esercita in un contesto in cui fra gli altri ci sono Piero Rebora, Claudio Varese e Lanfranco Caretti, come ricorda in maniera puntuale Pasquale Salvucci. Ha tenuto corsi di Agiografia presso l’Università di Bologna negli anni accademici dal 1936-37 al 1939-40 e presso l’Università di Urbino dall’anno accademico 1945-46 al 1965-66. Titolare della cattedra di lettere italiane e latine e storia presso l’Istituto Magistrale “Sant’Umiltà “ di Faenza dal 1925-26, al 1931-32, nell’anno successivo, 1932-33, ottiene la cattedra di Ruolo presso L’istituto di Belle Arti delle Marche (la attuale “Scuola del Libro”) in Urbino, dove incontra Francesco Carnevali, direttore e fine pittore ed incisore, capace di raccogliere in questo istituto artisti di fama come Leonardo Castellani ed Ettore di Giorgio, artista che espose regolarmente alla Biennale di Venezia dal 1912 al 1940 sia incisioni che dipinti. Titolare di lettere italiane e latine nei Licei italiani, negli anni 1937-1940 è al Liceo Torricelli di Faenza, ma per effetto della nomina a preside, si trasferisce a Urbino ove dirige il Liceo Classico dal 1941 fino 31 marzo del 1968, giorno del suo collocamento a riposo. Alla fine degli anni 50 inizia ad avere diversi incontri a Roma per istituire anche in Urbino un Liceo Scientifico per rispondere ad un interesse della collettività e all’esigenza di una formazione specifica nelle materie scientifiche, sollecitata, nel contempo, dalla nascita di facoltà universitarie in questo settore disciplinare. Sostenendo un comitato cittadino riesce a portare avanti questa istanza. Dal 1 ottobre 1961 il Ministero della Pubblica Istruzione ha istituito una sezione sperimentale di Liceo Scientifico presso il Liceo Ginnasio Statale “Raffaello” con Preside Francesco Valli. Come docente segue decine di studenti anche di grande levatura come il futuro poeta e sceneggiatore Tonino Guerra, che nel 1946, discute con lui una tesi dal titolo: “Poesia dialettale romagnola nel Novecento”. Al Liceo Torricelli di Faenza è docente di due futuri Cardinali, Amleto Giovanni Cicognani e Achille Silvestrini con il quale mantiene assidui contatti per tutta la vita.

## Collaborazioni e direzioni
Collaboratore dell’Enciclopedia Italiana, ha scritto su molte riviste quali Aevum, Urbinum, Rassegna dell’Istruzione Artistica, Studi Cateriniani, e Tempo di Scuola. È stato direttore della collezione dell’Università di Siena: ”Fontes S. Catharinas Senensis Historici”, edita dapprima presso la casa editrice Sansoni di Firenze, poi presso la casa editrice Bocca di Torino.

## Partecipazioni accademiche
Membro della Società Torricelliana di Scienze e Lettere di Faenza, alla quale veniva aggregato nell’anno 1949, otteneva altri riconoscimenti come la nomina a membro corrispondente della Deputazione di storia patria della Toscana, membro corrispondente dell’Accademia degli Intronati di Siena, membro effettivo dell'Accademia Raffaello di Urbino e nel 1942 membro corrispondente per la sezione di Scienze Morali dell'Accademia dei Fisiocratici di Siena. Fu anche socio d’onore della Società Internazionale di Studi Cateriniani di Siena. Nel 1971, a marzo, viene nominato Accademico corrispondente dalla Rubiconda Accademia dei Filopatridi. Ad aprile ottiene la medaglia d'argento al merito come Accademico d'onore dall'Accademia delle Scienze di Roma. A giugno viene nominato Accademico associato dall'Accademia Tiberina. A settembre diventa "Academicum ex classe" per i meriti acquisiti nel campo della lingua e letteratura italiana, nell'agiografia e nell'insegnamento dall'Academia Gentium "Pro Pace", importante istituto vaticano per le scienze, le arti e la letteratura.

## Premi
Ma è nel 1965, con il premio “Grazie, Professore”, che veniva annualmente assegnato a Roma nel Palazzo della Civiltà del Lavoro dall'Ente della Civiltà del lavoro, che Francesco Valli ottiene un ambito riconoscimento per la sua dedizione al mondo della scuola, che non volle mai lasciare neppure quando, sotto il rettorato di Carlo Bo e su sollecitazione dello stesso, avrebbe potuto fare il salto definitivo verso l’ordinariato accademico dell’Università di Urbino. A Roma riceve questo premio, di un milione di lire, direttamente dal Presidente del Consiglio, Onorevole Aldo Moro, e dal Sottosegretario del Ministero della Pubblica Istruzione Domenico Magrì, che suggella la sua attività di educatore, professore e preside. Attività che è ancora oggi ricordata dalla città di Urbino che nel suo Liceo Classico Raffaello ha intitolato a Francesco Valli la biblioteca.

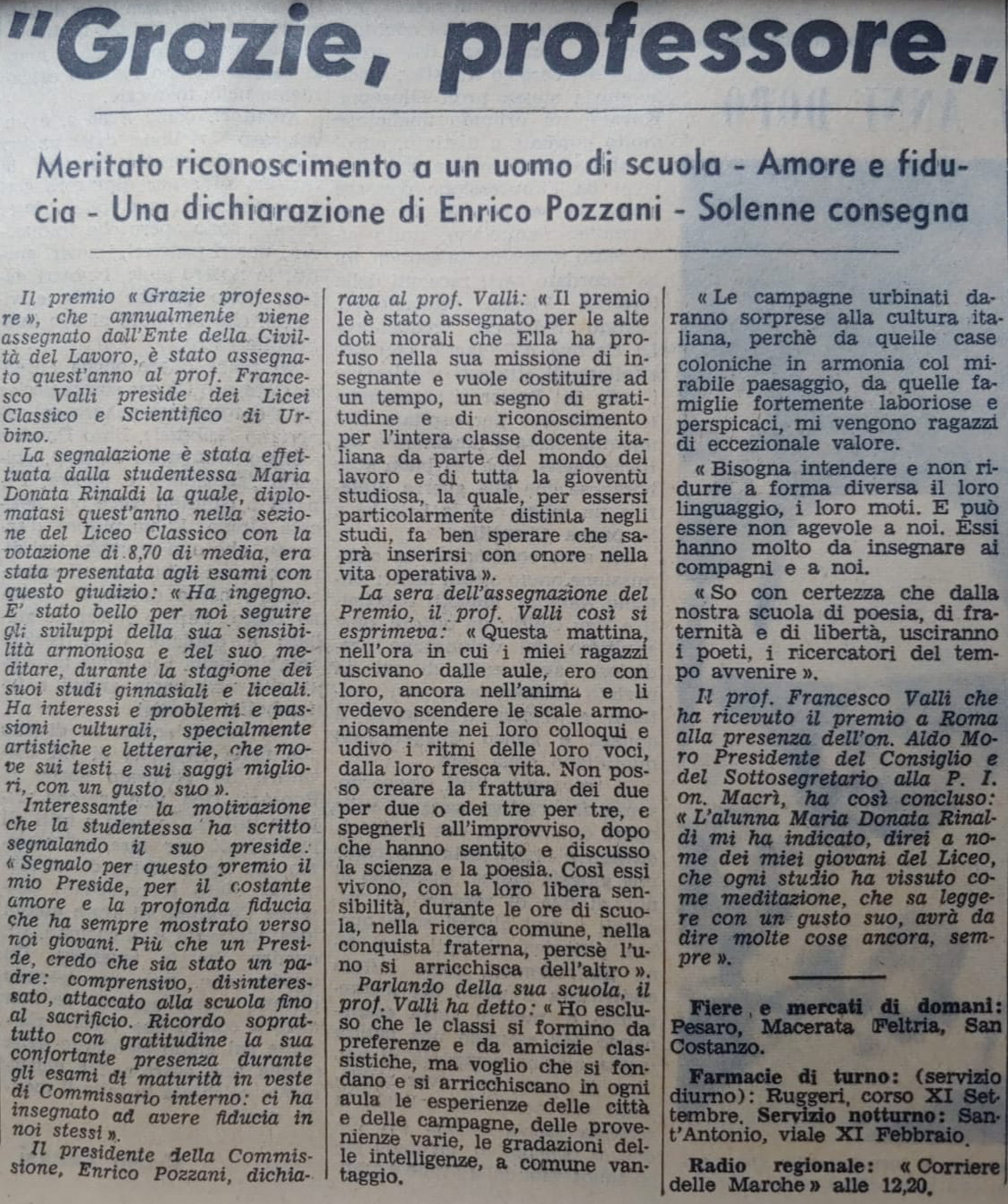
Grazie, professore, in Il resto del Carlino, 2 Novembre 1965.

Faenza, la sua città natale, non lo dimenticò e nel 1971 lo festeggiò pubblicamente premiandolo come “Faentino lontano”. Nel corso della cerimonia gli verrà consegnata una medaglia d'oro con pergamena dal sindaco Elio Assirelli. Nello stesso anno, 25 giugno 1971, il Presidente della Repubblica Giuseppe Saragat, su designazione del Ministro della Pubblica Istruzione gli ha conferito l'onorificenza di Commendatore dell'Ordine "Al merito della Repubblica italiana".

## Opere

### Saggi
- I Santi, Studium, n.12, 1921.
- Il Cantico delle Creature: (interpretazione), Faenza, Valdilamone, n. III, Stabilimento Grafico, F. Lega, 1927.
- Due fatti della puerizia di Santa Caterina da Siena, Siena, Istituto di Studi Cateriniani nella Regia Università di Siena, Stabilimento tipografico edit. San Bernardino, 1928.
- La canzone di Leopardi a Silvia: saggio estetico, Faenza, Stabilimento Grafico, F.Lega, 1928.
- Rassegna Cateriniana. Rassegna bibliografica, il Giornale Storico della Letteratura italiana, Torino, Casa Editrice Giovanni Chiantore, 1931.
- Agiografia (1931), Aevum, Milano, Società Editrice Vita e pensiero, 1934.
- Rassegna Francescana, il Giornale Storico della Letteratura Italiana, Torino, Casa Editrice Giovanni Chiantore, 1932.
- Il Sangue di Cristo nell’opera di S. Caterina da Siena: saggio estetico e storico, Siena, Istituto di Studi Cateriniani nella Regia Università di Siena, Stabilimento Tipografico Edit. S. Bernardino, 1932.
- La mentalità agiografica del Beato Raimondo da Capua, Siena, Ed. D’arte La Diana, 1933.
- Nuove osservazioni su “la Devota revelazione” o “Dialogus Brevis” di Santa Caterina da Siena, Faenza, Stabilimento Grafico, F. Lega, 1928.
- I miracoli di Caterina di Jacopo da Siena, di anonimo fiorentino: saggio critico, Urbino, Studi Urbinati di storia, filosofia e letteratura, pubblicazione dell’Università degli Studi di Urbino, anno XV, n. 8, luglio, 1941.
- La leggenda di Sant’Abraham di Kiduna, Urbino, Regio Istituto di Belle Arti delle Marche, 1943.
- I miracoli di Caterina di Iacopo da Siena: una fonte della “Leggenda sanctae Catherinae senensis del B. Raimondo da Capua, 1947.
- Jacopo Passavanti, Milano, Marzorati, in Letteratura italiana: i Minori, 1969.

### Monografie
- Un eretico del secolo IV: Gioviniano, Torino, Didaskaleion: Studi di Letteratura e Storia Cristiana antica, nuova serie, anno II, Fascicolo III, Società Editrice Internazionale, 1924.
- La devota Revelazione o Dialogus Brevis di Santa Caterina da Siena. Studio Critico, Siena, Istituto di Studi Cateriniani nella Regia Università di Siena, anno VI, Siena, Lib. Ed. Senese, 1928.
- L’infanzia e la puerizia di S. Caterina da Siena. Esame critico delle fonti, Siena, Istituto di Studi Cateriniani nella Regia Università di Siena, Stabilimento tipografico edit. San Bernardino, 1931.
- L’adolescenza di Santa Caterina da Siena: esame critico delle fonti, Siena, Istituto di Studi Cateriniani nella Regia Università di Siena, Stabilimento Tipografico, Editrice, S. Bernardino, 1934.
- La datazione della “Legenda major" del beato Raimondo da Capua, Siena, Biblioteca di Studi Cateriniani, Istituto di Studi Cateriniani nella regia Università di Siena, Stabilimento Tipografico, Editrice San Bernardino, 1934.
- “I Miracoli di Caterina di Jacopo da Siena” di Anonimo Fiorentino, Siena, Biblioteca di Studi Cateriniani, Istituto di Studi Cateriniani nella regia Università di Siena, Stabilimento Tipografico, Editrice San Bernardino, 1935.
- “I Miracoli di Caterina di Jacopo da Siena” di Anonimo Fiorentino, Milano, Bocca Editore, 1936. Serie: Fontes vitae S. Caterinae Senensis Historici.
- Fontes Vitae S.Catharinae Senensis Historici cura et studio M. Hyacinthi Laurent O.P. et Francisci Valli, I miracoli di Caterina da Jacopo da Siena di Anonimo fiorentino, Firenze , Regia Università di Siena, Cattedra Cateriniana, anno XIV, G.C, Sansoni editore, 1936.
- Francesco Lanzoni, Agiografia nella Divina Commedia, Urbino, Studi Urbinati, pubblicazione dell’Università degli Studi di Urbino, anno XIX, 1941.
- Saggi sulla letteratura religiosa del Trecento, Urbino, A. Argalia, Editore,1943.
- La Scuola come creazione, Urbino, A. Argalia, Editore, nella collana, “Idee uomini fatti diretta da Nino Sammartano”,1943.
- Interpretazioni Dantesche, Urbino, A. Argalia, Editore ,1947.
- Gioviniano: esame delle fonti e dei frammenti, Urbania: Scuola tipografica Bramante, 1953.
- Scrittori religiosi del Trecento, Urbino, A. Argalia, Editore, 1947.
- Saggi su Santa Caterina da Siena, Urbino, A. Argalia, Editore, 1949.
- Testi Cateriniani, Urbania, Pubblicazioni dell’Università di Urbino, serie di Lettere e Filosofia, vol. VIII, Scuola Tipografica “Bramante”, 1953.
- Proposte di legislazione scolastica, Urbania, Scuola Tipografica “Bramante”, 1954.
- Gioviniano. Esame delle fonti e dei frammenti, Urbino, Pubblicazione dell’Università degli Studi di Urbino, Serie di Lettere e Filosofia, Vol. II, 1954.
- Pascoli e Urbino, Urbino, Pubblicazione dell’Università degli Studi di Urbino. Serie di Lettere e Filosofia. Vol.XV, A. Argalia Editore, 1963.
- Testi Cateriniani II, Ancona, Edizioni Universitarie “Fergia”, 1966.
- Il caso Lanzoni, Il Piccolo, 8 Ottobre, 1970.

### Voci enciclopediche
- Gioviniano, in Enciclopedia Italiana, Roma, Istituto della Enciclopedia Italiana, XVII, 1933, p. 277.
- Lanzoni Francesco, in Enciclopedia Italiana, Roma, Istituto della Enciclopedia Italiana, XX, 1933, p. 517.
- Angela da Foligno, In Enciclopedia Italiana, Roma,1938, Istituto dell’Enciclopedia Italiana, Appendice I, p. 118.
- Caterina de’ Ricci, in Enciclopedia Italiana, Appendice I, Roma, Istituto dell’Enciclopedia Italiana, 1938.
- Giordano di Sassonia, in Enciclopedia Italiana, Appendice I, Roma, Istituto dell’Enciclopedia Italiana, 1938, p. 674.
- Martirologio, in Enciclopedia Italiana, Appendice, I, Roma, Istituto dell’Enciclopedia Italiana, 1938, p. 826-827.

### Racconti
- L’innocenza, Faenza, Stabilimento Grafico, F. Lega, 1943.
- L’Alito nel sonno, Faenza, Stabilimento Grafico, F.Lega, 1943.
- L’incantato spazio, Faenza, Stabilimento Grafico, F.Lega, 1943.
- L’Infinito, Faenza, Stabilimento Grafico, F.Lega, 1943.